# Karmazynowy przypływ
Karmazynowy przypływ (ang. Crimson Tide) – film z 1995 roku w reżyserii Tony’ego Scotta. W rolach głównych wystąpili Denzel Washington i Gene Hackman.
Film opowiada o napięciu, jakie powstaje pomiędzy ludźmi, którzy muszą nie tylko dzielić trudności i niebezpieczeństwa na pokładzie okrętu podwodnego, ale także odpowiedzialność za pociski balistyczne, do wystrzelenia których są wytrenowani i stres psychiczny związany z konsekwencjami ewentualnego ich wystrzelenia.
Muzykę do filmu napisał Hans Zimmer, który otrzymał nagrodę Grammy za piosenkę tytułową.

## Obsada

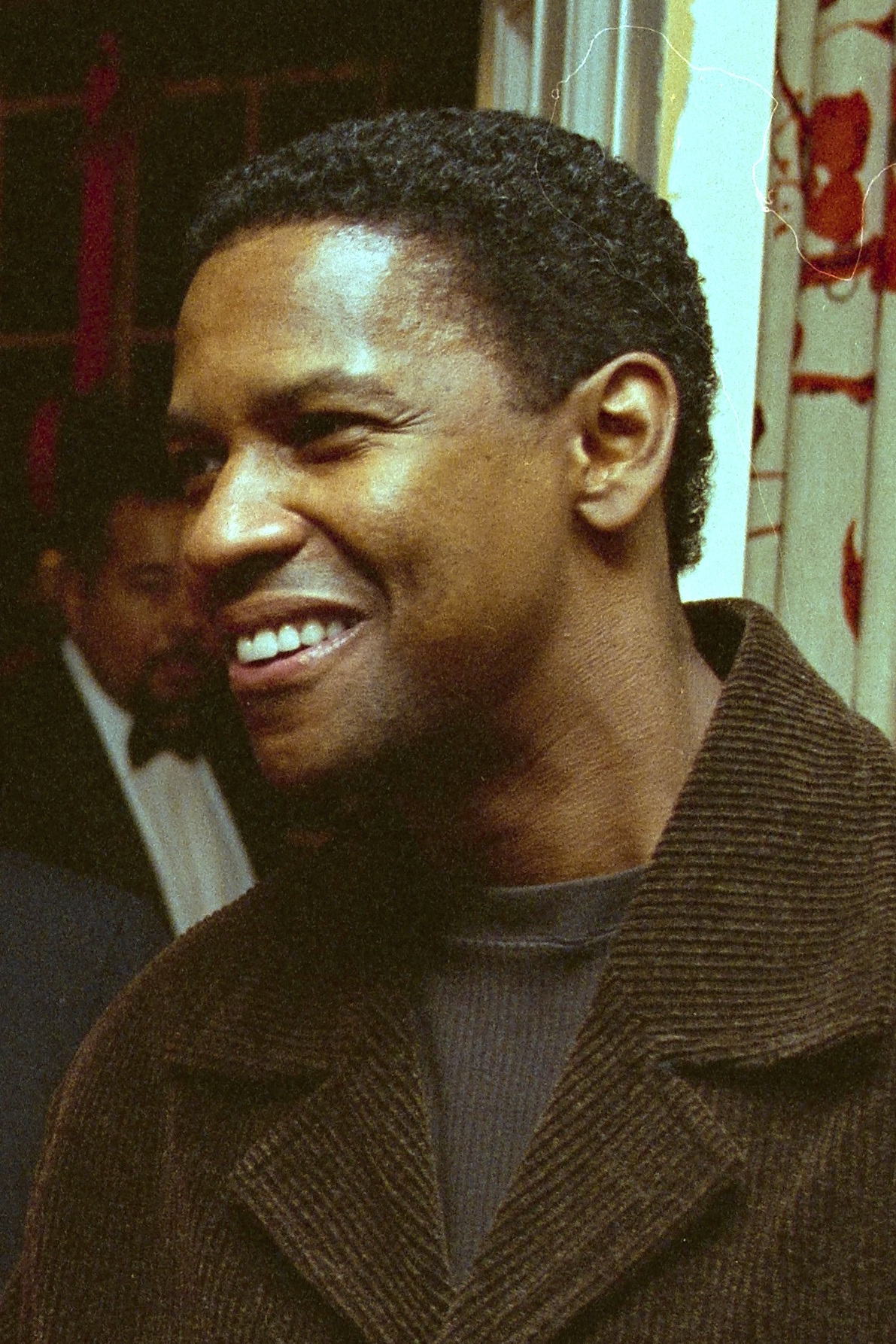
Denzel Washington (1999)

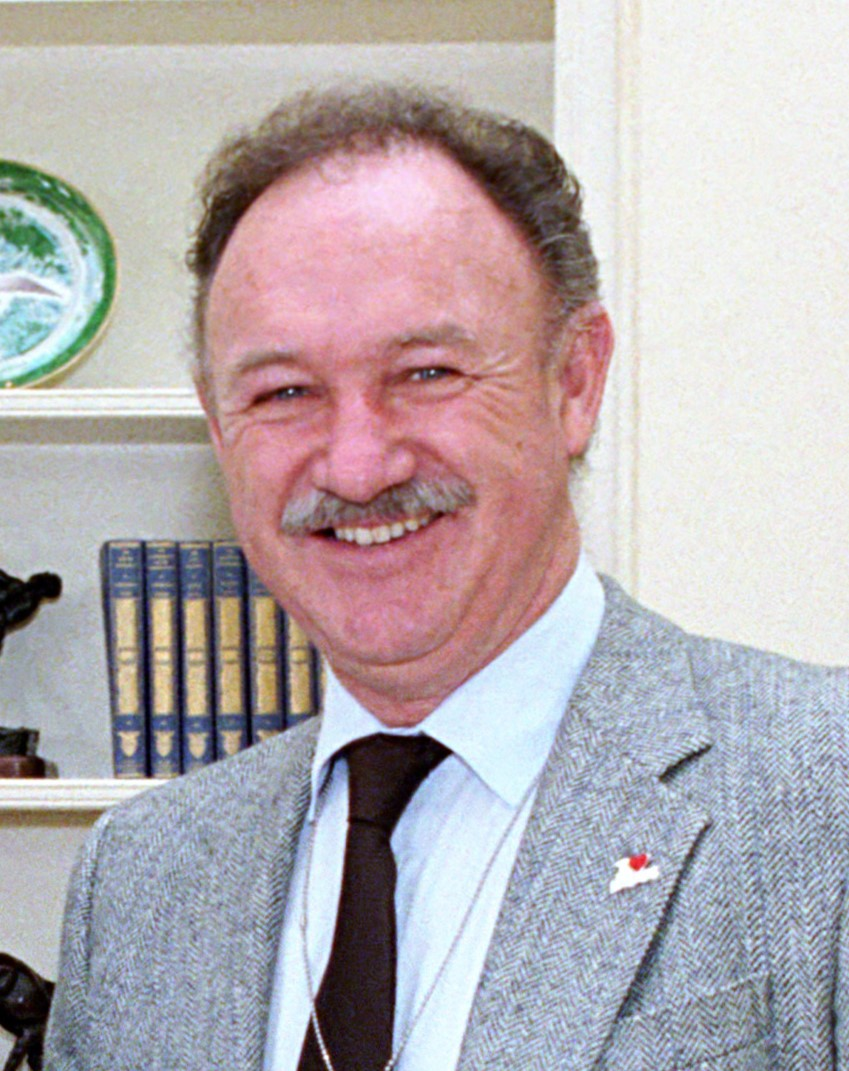
Gene Hackman (1987)

- Denzel Washington – kmdr ppor. Ron Hunter
- Gene Hackman – kmdr Frank Ramsey
- George Dzundza – st. chor. szt. mar. (szef załogi – COB) Walters
- Viggo Mortensen – kpt. mar. Peter („Weps”) Ince
- James Gandolfini – kpt. mar. Bobby Dougherty
- Matt Craven – kpt. mar. Roy Zimmer
- Lillo Brancato Jr. – bosmanmat Russell Vossler
- Ryan Phillippe – mat Grattam
- Rocky Carroll – kpt. mar. Darik Westergard
- Danny Nucci – st. bsm. Danny Rivetti
- Steve Zahn – mat William Barnes
- Ricky Schroder – kpt. mar. Paul Hellerman
- Vanessa Bell Calloway – Julia Hunter, żona Rona
- Jason Robards – kontradmirał Anderson
- Daniel von Bargen – Władimir Radczenko, rosyjski rebeliant-nacjonalista

## Nagrody i nominacje
Oscary za rok 1995
- Najlepszy dźwięk – Kevin O’Connell, Rick Kline, Gregory H. Watkins, William B. Kaplan (nominacja)
- Najlepszy montaż dźwięku – George Watters II (nominacja)
- Najlepszy montaż – Chris Lebenzon (nominacja)

Nagrody Saturn 1995
- Najlepsza muzyka – Hans Zimmer (nominacja)

## Gra wideo
Powstała również gra komputerowa o takim samym tytule, konkretnie Men of War: Karmazynowy Przypływ, gra jednak nie ma żadnego związku z fabułą filmu.